# Iemanja
 (janvier 2016).

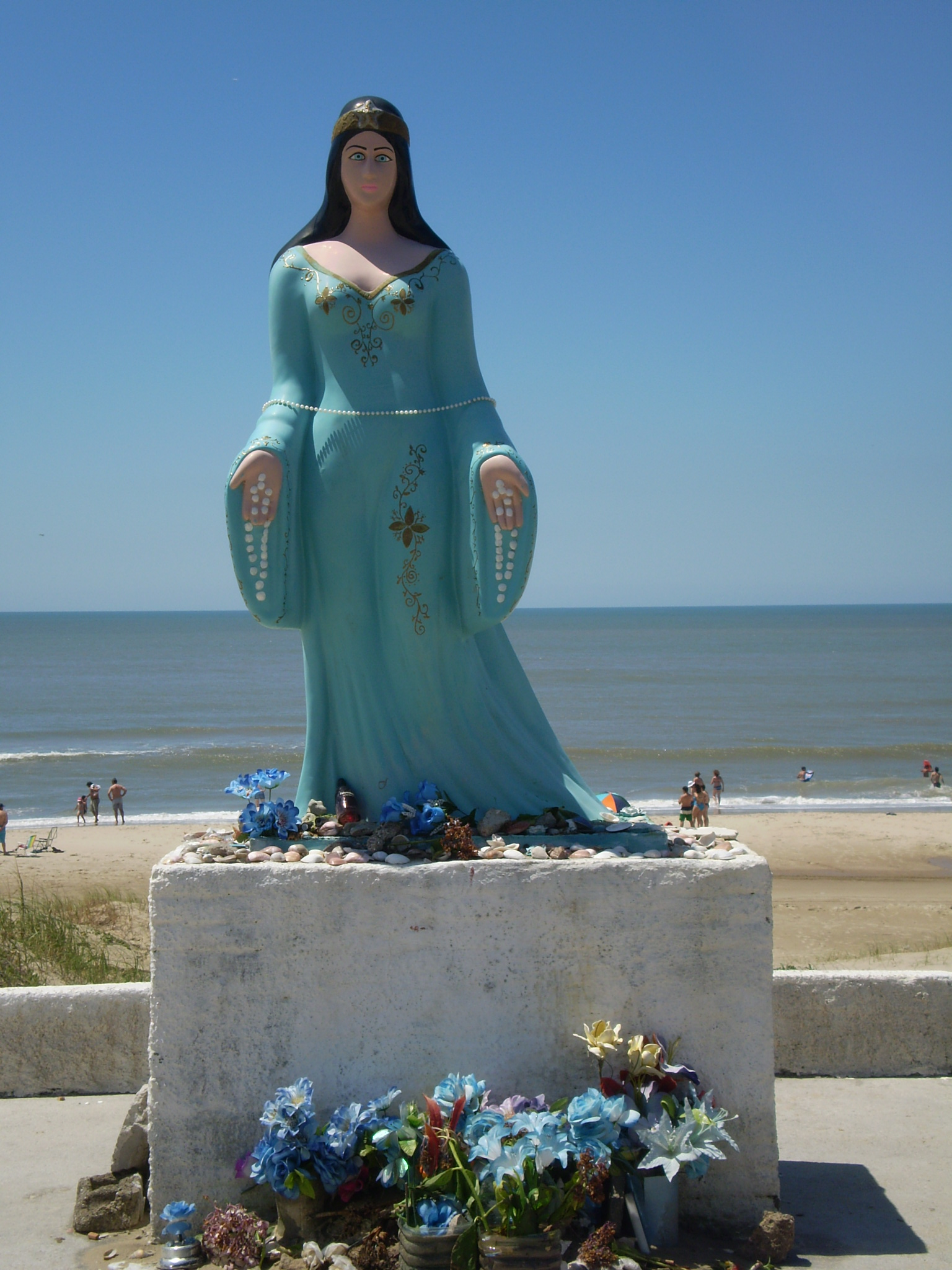
Statue de Iemanja à Santa Vitória do Palmar au Brésil.

Iemanja est une divinité africaine et afro-brésilienne.

## En Afrique, dans les traditions yoruba

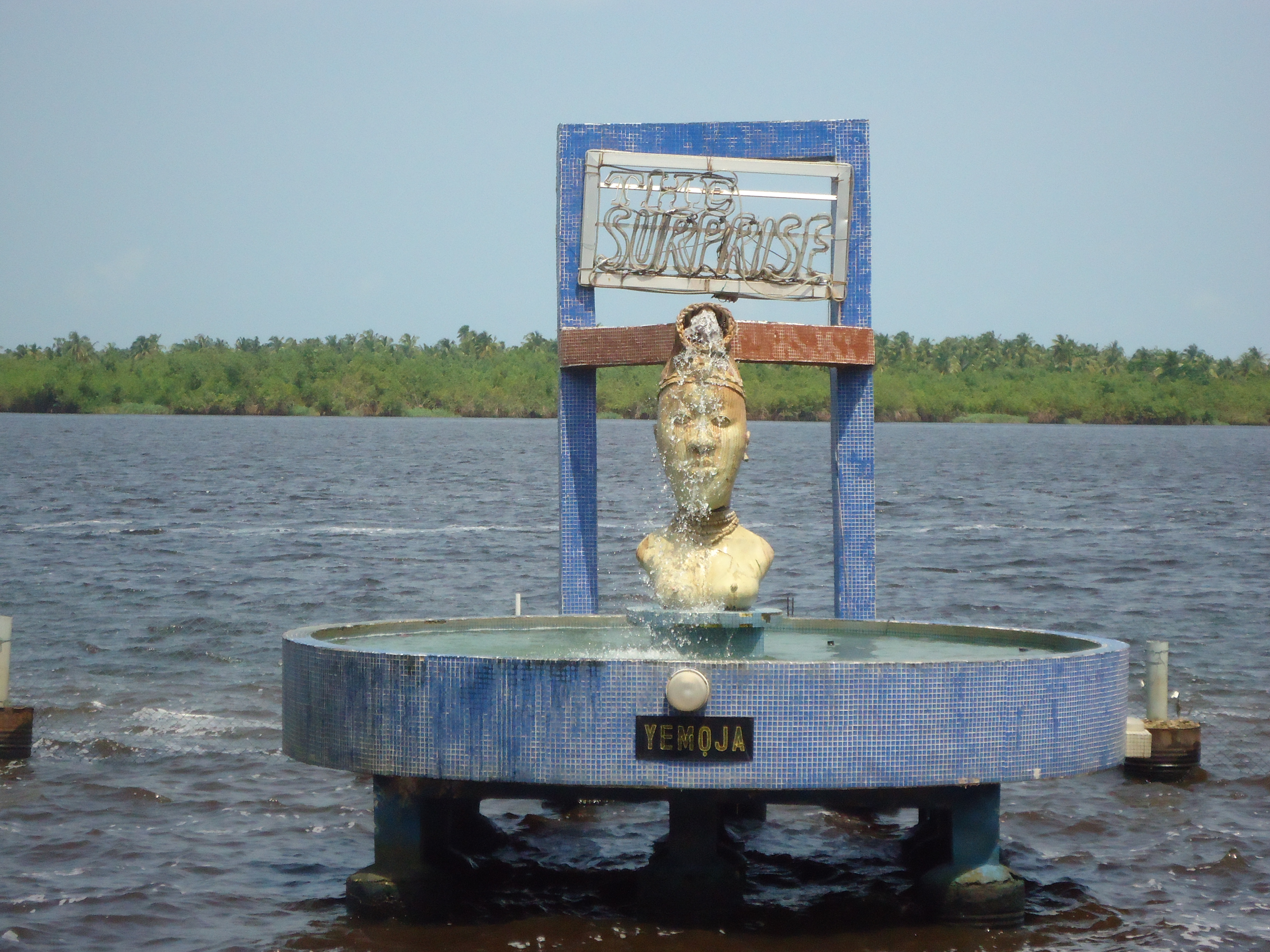
Statue en l'honneur de Yemoja à Badagry (Nigeria).

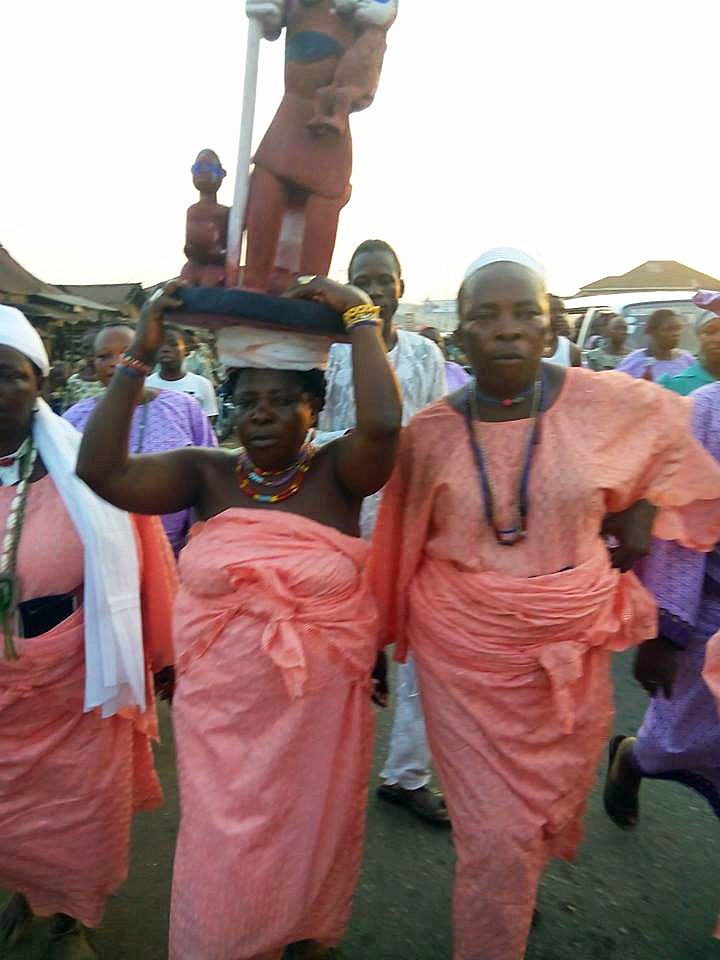
Festival de Yemoja à Ibadan (Nigeria).

Dans les contrées dont elle est originaire, Iemanja est connue sous les noms de Yemoja, Ymoja, Yemayá.
Dans la mythologie yoruba, Yemọja est une déesse mère ; elle est la divinité protectrice des femmes. Il existe de nombreuses histoires contant la façon dont elle est devenue la mère de tous les esprits. Elle était mariée à Aganju et eut un fils, Orungan, et quinze orishas naquirent d'elle. Parmi ceux-ci, on compte Ogun, Olokun, Shopona et Shangô. D'autres histoires racontent que Yemaya a toujours existé et que toute vie est née d'elle, y compris tous les orishas. Son nom est la contraction des mots Yoruba « Yèyé ọmọ ẹja », qui signifient « La mère dont les enfants sont comme les poissons », évoquant ainsi l'immensité de sa fécondité et de sa maternité, ainsi que son règne sur toute chose vivante.
Yemayá ou bien Yemoja apporte amour et tendresse envers ses "fils". La légende raconte que lorsqu'une personne n'a pas de mère à qui parler, elle peut, soit aller s'asseoir au bord de la mer pour lui raconter ses soucis, soit allumer une bougie bleue pour l'appeler. À l'image de la mer quand on se baigne dedans, Yemayá embrasse et entoure ses "fils". Elle a un côté guerrier qu'elle n'hésite pas à utiliser pour défendre ses "fils".
Il ne faut pas confondre Yemoja (ou Yemanja), orisha de la mer, et Yemowo, épouse terrestre du roi Oshala, lui-même divinisé comme orisha blanc ou orisha de la création du monde, même si cette confusion est souvent faite... Contrairement à Oshala, Ogoun, Shango, etc., Yemanja ne semble pas être la déification d'un personnage historique connu.

## Au Brésil
Elle est célébrée au Brésil dans les cultes afro-brésiliens, tels que le candomblé ou l'umbanda.
Dans le panthéon afro-brésilien, Iemanja est reconnue comme la mère des Orixás (divinités de la nature). Elle est la reine du monde aquatique, parfois représentée comme une sirène, ou plus souvent comme une créature fabuleuse émergeant des flots.

### Histoire de l'arrivée au Brésil
Divinité africaine yoruba, Iemanja a fait le voyage vers le Brésil avec les esclaves noirs que l'on arrachait à la terre de leurs ancêtres. Les clercs catholique portugais chargés de l'évangélisation des Noirs se sont bien sûr méfiés de la religion animiste. Pour eux, le paganisme devait disparaître pour laisser la place au christianisme.
Dans ce but, et afin de faciliter la conversion des esclaves noirs, le clergé présent au Brésil a encouragé le syncrétisme, c'est-à-dire l'association de divinités non chrétiennes aux saints catholiques. C'est ainsi que Iemanja a été assimilée à la Sainte Vierge.
C'est de ce syncrétisme que sont nées les religions afro-brésiliennes.

### Qui est Iemanja au Brésil?
Iemanja est la mère de tous les orixas. Elle est associée à l'eau en général et plus particulièrement à la mer, à l'océan.
Selon Pierre Verger, ethnologue français spécialiste des religions afro-brésiliennes, Iemanja serait la fille de Olokum, divinité maritime tantôt féminine, tantôt masculine selon les régions d'Afrique. Iemanja se serait mariée avec Olofin mais, fatiguée de ce mariage, elle aurait fui vers l'ouest. Olofin l'aurait alors fait rechercher et, se sentant en danger, Iemanja aurait brisé une fiole remise par son père Olokum afin de la protéger du danger. La mixture contenue dans le flacon aurait donné naissance à un fleuve, transportant ainsi Iemanja jusqu'à l'océan.
Une autre légende nous apprend que Iemanja a tellement pleuré le départ de son fils Oxossi, qui l'a abandonnée pour vivre dans la forêt, qu'elle s'est liquéfiée de chagrin. Devenue fleuve, elle s'est jetée dans la mer.
Elle apparaît associée à la Vierge Marie, et protectrice des pêcheurs, des mères et des enfants.

### Culte et festivités au Brésil

#### Le réveillon du 31 décembre

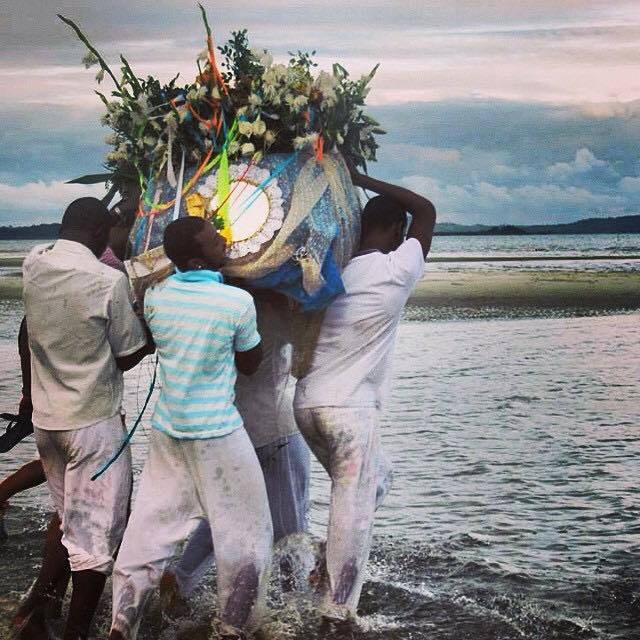
Offrandes à Iemanja sur la plage d'Itapema (Brésil).

La plus grande fête en l'honneur de Iemanja a lieu le 31 décembre. La foule se réunit en divers points du littoral et dépose des offrandes dans des paniers en paille. Il peut s'agir de miroirs, de peignes, de bijoux divers, de parfum, de fleurs. Dans les paniers, on glisse de petits billets faisant état des souhaits de chacun pour l'année à venir.
A Rio de Janeiro, le soir du réveillon, il est coutume de jeter des roses blanches à la mer et de se vêtir de blanc, en l'honneur de Iemanja.

#### La fête de Iemanja à Salvador de Bahia
Le 2 février, fête officielle de Iemanja, la célébration a lieu à Salvador de Bahia, sur la plage du Rio Vermelho. Elle attire des adeptes ou des curieux venus de partout.
Cette fête a été créée vers 1920. Selon la légende, après une année de maigres prises, les pêcheurs bahianais se sont tournés vers les saints africains pour réclamer une pêche plus abondante. Initialement nommées « Offrandes à la mère de l'eau », les festivités se sont fait connaître comme « la fête de Iemanja », dénomination courante depuis les années 1960.
La population se réunit sur la plage dès le matin très tôt, danse au son des tambours et des chants africains, puis déposent leurs offrandes dans la mer.
La fête de Iemanja est très populaire, et y participent des milliers de personnes: Blancs et Noirs, riches et pauvres, Brésiliens ou étrangers. Elle donne lieu à de nombreuses manifestations culturelles (on fait de la musique, des démonstrations de capoeira, des défilés de groupes carnavalesques etc.)

## Yemaya dans la Santería

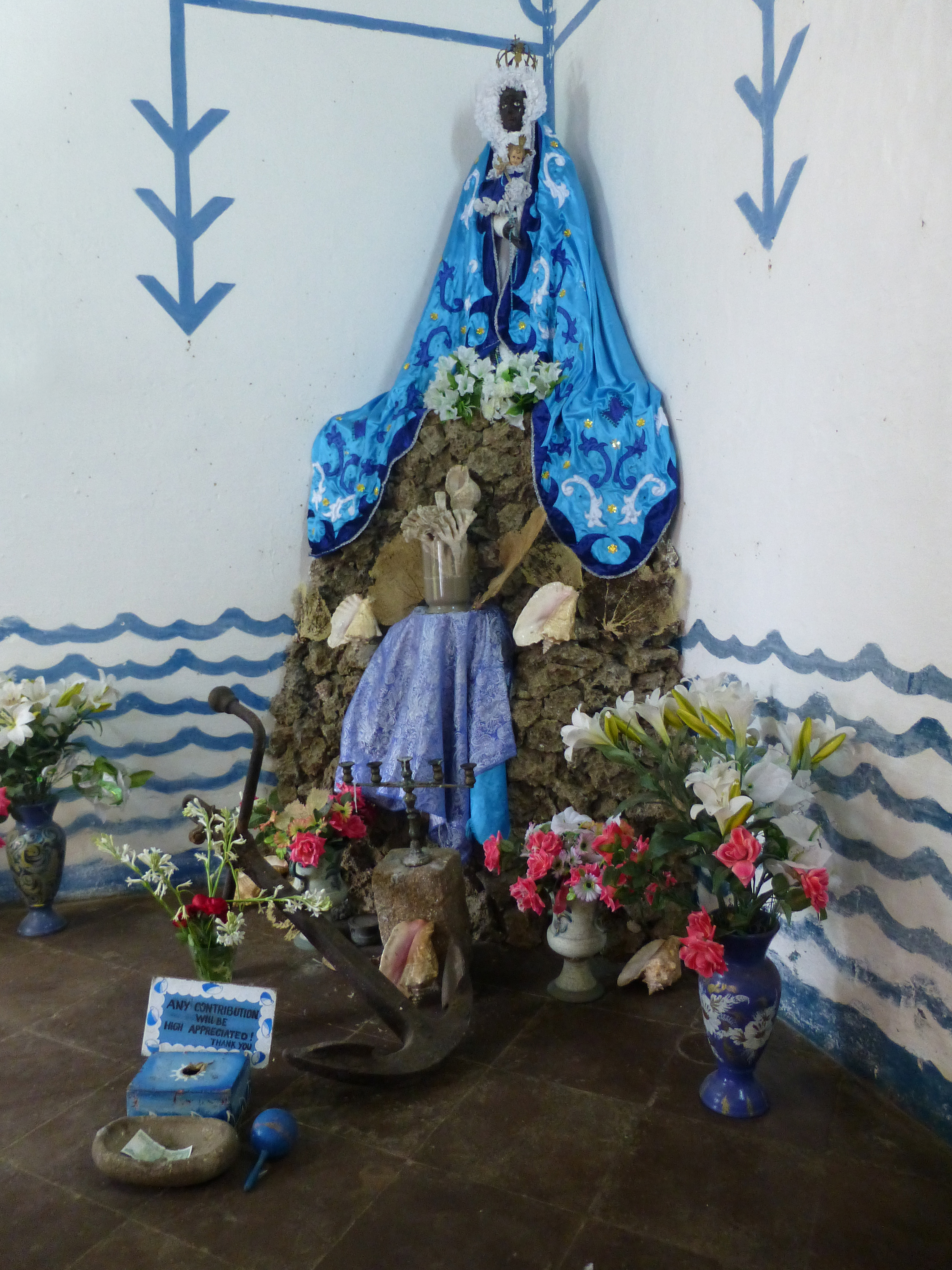
Temple Yemalla à Trinidad (Cuba).

Dans la santeria, en particulier à Cuba, elle peut porter les noms de Yemaja, Yemaya, Yemayah, ou encore Iemanya. Yemaya est la patronne des marins et de la guérison. Sa couleur est le bleu.

## Yemaya en aux Antilles et dans le vaudou
On la retrouve ici sous les noms de La Sirène, LaSiren, ou Mami Wata, qui correspond à la Manman Dlo de la Guadeloupe et Martinique, ainsi qu'en Guyane.

## Yemaya aux États-Unis
Elle existe également aux États-Unis, sous les noms de Yemalla, Yemana, ou Yemoja.

## Yemaya aux Uruguay
Les premiers jours de février sur les plages de Montevideo, en Uruguay, des centaines de milliers de personnes célèbrent Iemanjá, l'Orixá (manifestation divine) la plus populaire de ce pays d'Amérique du Sud. La soi-disant Playa Ramírez est la scène principale de cette fête. Dans ce pays, la présence d'esclaves d'ascendance africaine était très importante. En 1787, le Cabildo de Montevideo ordonna la construction d'un lieu de quarantaine pour les esclaves arrivant d'Afrique, connu sous le nom de Caserío de Filipinas. Là, les gens étaient retenus captifs jusqu'à leur vente ou leur mort. On dit que 70.000 victimes de la traite des esclaves reposent sur ces terres. La plage de Ramírez est traditionnellement celle qui reçoit le plus de visiteurs le 2 février lorsque Iemanjá est vénéré. Il y a aussi d'autres plages comme Cerro et Buceo, qui ont moins de monde. Intérieur, Atlántida et Playa Los Botes à La Paloma. Dans les thermes de Puimayen, à la frontière avec le Brésil, il y avait une statue de Iemanjá sur la plage, elle a été détruite par un raz de marée

## Yemaya dans la culture actuelle
- Dans la saison 3 de la série télévisée américaine American Gods, Yemoja, interprétée par Bridget Ogundipe, apparaît comme un esprit puissant lié à l’eau et à la naissance[3].
- Lors du concours de beauté Miss Univers 2016, Miss Venezuela Mariam Habach portait un costume national inspiré par le mythe de Yemayá, composé de 120 mètres d'organza avec des centaines de perles, de cristaux et de turquoises incrustés[4],[5]. Le costume était si lourd que lors de son passage sur scène la reine de beauté se prit continuellement les pieds dans le tissu, trébucha à maintes reprises et finit empêtrée à un tel point qu'elle dut être escortée hors de la scène par des membres de l'équipe technique[6],[7].